# シラスキバハゼ
シラスキバハゼ（白子牙鯊、Paedogobius kimurai）は、成魚になっても仔魚期の体形のままのハゼで、メスは性転換しオスとなる。

## 分布
日本国内では、沖縄島、西表島にのみ分布し、国外では、タイのタイ湾、オーストラリア北東海岸。

## 形態
全長は2.1センチメートル。頭が大きく、体高が高い、メスに腹鰭がない。産卵後に性転換をしたオス（二次雄）の口は大きく、犬歯状歯があるなどで、近似のシロウオと区別可能。成魚でも仔魚期の形態を多く持つシラス型である。第一背鰭がない。

## 生態
内湾の湾奥の軟泥底や泥底に生息し、生息水深は水深6-10メートル。一般的なハゼ類の稚魚のような姿で一生を終える幼形成熟ハゼ類の1つ。もともとのオスである「一次雄」と、メスが産卵後に性転換してオスになった「二次雄」が存在し、一次雄はメスによく似る一方、二次雄は顎が極端に大きくなり、大型の牙状歯が現れるとともに、メスの時期にはなかった腹鰭も出現する。